# پن-ئک راتاناروآنگ
پن-ئک راتاناروآنگ (تایلندی: เป็นเอก รัตนเรือง؛ زادهٔ ۸ مارس ۱۹۶۲) کارگردان فیلم و فیلم‌نامه‌نویس اهل تایلند است. فیلم «شلیک به سر» او در سال ۲۰۱۱ به عنوان نماینده تایلند جهت رقابت برای جایزه اسکار بهترین فیلم بین‌المللی در هشتاد و پنجمین دوره جوایز اسکار انتخاب شد، اما به فهرست نهایی راه نیافت.
از فیلم‌ها یا مجموعه‌های تلویزیونی که وی در آن‌ها نقش داشته‌است می‌توان به ۶۰ ثانیه تنهایی در سال صفر اشاره نمود.